# Врсе
Врсе је насељено место у Босни и Херцеговини у општини Горњи Вакуф-Ускопље. Административно припада Федерацији Босне и Херцеговине, односно њеном Средњобосанском кантону. Према попису становништва из 2013. у насељу је било 779 становника, а већину становништва у селу чинили су Бошњаци.

## Становништво
По последњем службеном попису становништва из 2013. године у насељу Врсе живело је 779 становника, а село је било етнички хетерогено са већинском бошњачком популацијом.
| Националност | 2013. | 1991.        | 1981.        | 1971.        |
| Бошњаци      | —     | 667 (72,19%) | 583 (69,40%) | 470 (64,92%) |
| Хрвати       | —     | 256 (27,71%) | 257 (30,60%) | 249 (34,39%) |
| Срби         | —     | 0            | 0            | 0            |
| Југословени  | —     | 1 (0,10%)    | 0            | 2 (0,27%)    |
| остали       | —     | 0            | 0            | 3 (0,41%)    |
| Укупно       | 779   | 924          | 840          | 724          |